# Saint-Martin-l'Aiguillon
Saint-Martin-l'Aiguillon é uma comuna francesa na região administrativa da Normandia, no departamento Orne. Estende-se por uma área de 15,17 km². Em 2010 a comuna tinha 199 habitantes (densidade: 13,1 hab./km²).